# Poul Houman Andersen
Poul Houman Andersen (født 8. marts 1964) er professor ved AAU Business School, Aalborg Universitet.

## Uddannelse og karriere
Poul Houman Andersen har en bachelor i erhvervsøkonomi(HA) og en kandidat i international virksomhedsøkonomi (Cand.merc.) fra Aalborg Universitet. I 1995 modtog han sin Ph.d. ved Handelshøjskolen i Århus (nu Aarhus BSS). Emnet var collaborative internationalization of SMEs.
Herefter var han adjunkt ved Aalborg Universitet, Institut for Produktion indtil 1996, hvor han blev lektor ved Handelshøjskolen i Århus, Institut for Udenrigshandel. I 2000 blev han professor ved Handelshøjskolen i Århus, Institut for Marketing og Organisation. Siden 2011 har han været gæsteprofessor ved University of Stellenbosch Business School i Sydafrika. Siden 2013 har han været professor ved Aalborg Universitet, institut for Økonomi og Ledelse (nu AAU Business School) og professor II ved NTNU i Trondheim (Norge). Desuden har han i perioden 2017-2022 været leder for Ph.d.-skolen ved Aalborg Universitet.

## Udmærkelser
- Nomineret til best paper, MBR 2018
- Nomineret til best paper IPSERA 2017
- Nomineret til best paper, RMD, Academy of Management 2008
- Co-Chair sustainability in purchasing, Euroma, NTNU, Trondheim 2016
- Key Note address at CBS competitiveness platform seminar, Copenhagen 2013
- Plenary speaker at the 18th Nordic Interorganizational Workshop, Bergen 2008
- Anerkendt blandt top 100 IB forskere i verden (2008)
- Jorcks Fonds Forskningspris (DKK 150.000) 2002
- Best Presentation award LOK conference, 2003
- Tuborgfondets legat (2009) (med Philipp Schröder) for forskningsprojektet: Denmark 2050
- The Kino open innovation Grant (2010) 6 millioner med forskere fra Marketing and Statistics
- Industriens Fond Innovationsalliancer (2019-2022) 3 millioner kroner (med forskere fra Aarhus Universitet)
- Industriens Fond (2020-2021) Særbevilling med IRIS Group 3 milloner kroner
- Optræder i Kraks Blå Bog og den internationale Who’s who

## Publikationer
Poul Houman Andersen har udgivet mange publikationer, herunder bøger, bogkapitler og peer-reviewed artikler til nationale og internationale forlag samt tidsskrifter. 